# Caldelana
La caldelana (en gallego: caldelá) es una raza bovina española autóctona de Galicia.

## Características
Su pelaje es de color negro con irisaciones rojizas. Pesa entre 400 y 500 kg. De cornamenta larga y abierta, se utiliza para producir carne y para la cría de terneros. Se localiza esta raza en la comarca de Tierra de Caldelas, en la provincia de Orense.